# Duplominona karlingi
Duplominona karlingi är en plattmaskart som beskrevs av Ax 1977. Duplominona karlingi ingår i släktet Duplominona och familjen Monocelididae. Inga underarter finns listade i Catalogue of Life.